# سفارة النرويج في آيسلندا
سفارة النرويج في آيسلندا هي أرفع تمثيل دبلوماسي لدولة النرويج لدى آيسلندا. تقع السفارة في ريكيافيك وهي تهدف لتعزيز المصالح النرويجية في آيسلندا.

## وصلات خارجية
- قائمة سفارات النرويج
- قائمة السفارات في آيسلندا